# جلمه، حماة
جلمه (به عربی: الجلمة) یک روستا در سوریه است که در ناحیه کرناز واقع شده‌است. جلمه ۳٬۹۷۰ نفر جمعیت دارد.